# Стефан Богданов
 Тази статия е за генерала.  За разузнавача вижте Стефан Богданов (разузнавач).  
Стефан Никифоров Богданов е български офицер (генерал-лейтенант).

## Биография
Стефан Богданов е роден на 24 юли 1865 г. в Елена. На 30 август 1885 г. завършва Военното на Негово Княжеско Височество училище в София, на 30 август е произведен в чин подпоручик и е зачислен в Пионерната дружина.

### Сръбско-българска война (1885)
По време на Сръбско-българската война (1885) служи в 4-та рота на Пионерната дружина и като временен командир на пионерната дружина. След войната служи в артилерията (1886 – 1916), а впоследствие служи и в пехотата. Завършва десетмесечни курсове за щабен офицер. По-късно служи като командир на гаубична батарея във 2-ри артилерийски полк, командир на планинска батарея, командир на артилерийски отдел в 4-ти артилерийски полк и командир на същия артилерийски полк. През 1904 г. е произведен в чин подполковник, след което е началник на строително-домакинска част при артилерийската инспекция. На 19 февруари 1911 г. е произведен в чин полковник.

### Балкански войни (1912 – 1913)
През Балканската война (1912 – 1913) е командир на средната колона на Хасковския отряд, след което командир на 3-ти скорострелен артилерийски полк и е началник на артилерията в 10-а пехотна дивизия.
През Междусъюзническата война (1913) е началник на артилерията на 2-ра пехотна тракийска дивизия.
След войните в периода 1914 – 1915 е началник на 2-ра военноинспекциона област.

### Първа световна война (1915 – 1918)
По време на Първата световна война (1915 – 1918) заема различни командни длъжности като е последователно е началник на артилерията на 2-ра армия, командир на боянския отряд и Сборна дивизия. През 1916 година командва отбраната на Каймакчалан. През януари 1917 поема командването на 8-а пехотна тунджанска дивизия, а на 20 май 1917 г. е произведен в чин генерал-майор.
На 18 октомври 1920 е произведен в чин генерал-лейтенант и уволнен от служба
Генерал-лейтенант Стефан Богданов умира сутринта на 4 юни 1937 г. в Пловдив.

## Военни звания
- Подпоручик (30 август 1885)
- Поручик (1887)
- Капитан (1890)
- Майор (1895)
- Подполковник (1904)
- Полковник (19 февруари 1911)
- Генерал-майор (20 май 1917)
- Генерал-лейтенант (18 октомври 1920)

## Награди
- Военен орден „За храброст“ III степен 1 и 2 клас
- Княжески орден „Св. Александър“ III степен с мечове по средата, V степен без мечове
- Народен орден „За военна заслуга“ IV степен на обикновена лента
- Орден „За заслуга“ на военна лента и същия орден на обикновена лента.